# Keri-Anne Payne

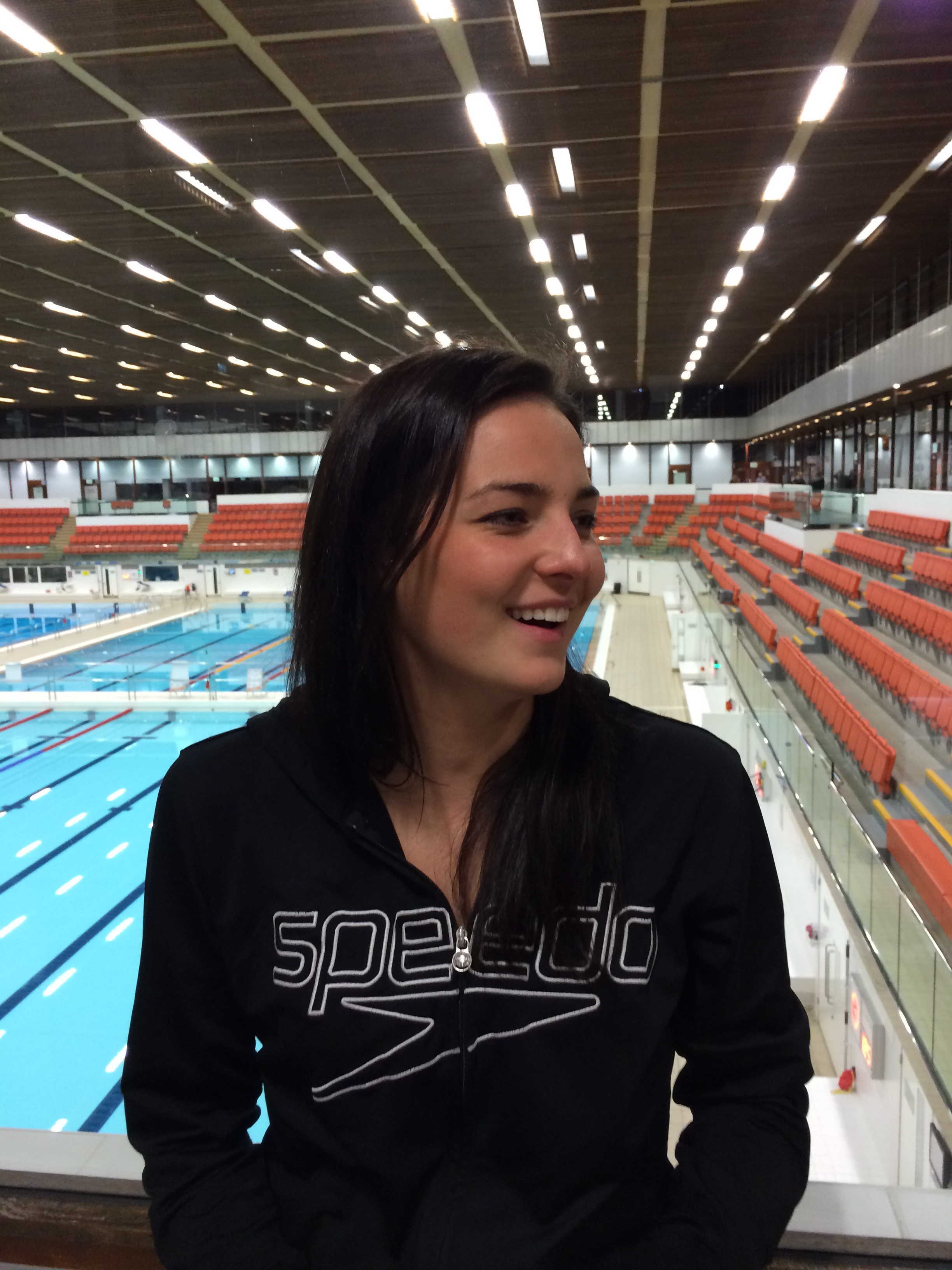
Keri-Anne Payne

Keri-Anne Payne (* 9. Dezember 1987 in Johannesburg) ist eine britische Schwimmerin.
Sie nahm an den Olympischen Sommerspielen 2008 teil und erreichte bei dem 10 km Marathon eine Silbermedaille.
Bei den Schwimmweltmeisterschaften 2009 konnte sie auf die gleiche Distanz die Goldmedaille gewinnen. 2009 wurde Keri-Anne Payne zudem Freiwasserschwimmerin des Jahres.